# تور اکسلسون
تور اکسلسون (انگلیسی: Thor Axelsson; ۳ ژوئیهٔ ۱۹۲۱ – ۲ اوت ۲۰۱۲) قایقران کایاک، و قایقران کانو اهل فنلاند بود.